# Tetramorium simillimum
Tetramorium simillimum är en myrart som först beskrevs av Smith 1851.  Tetramorium simillimum ingår i släktet Tetramorium och familjen myror. Inga underarter finns listade i Catalogue of Life.

## Bildgalleri

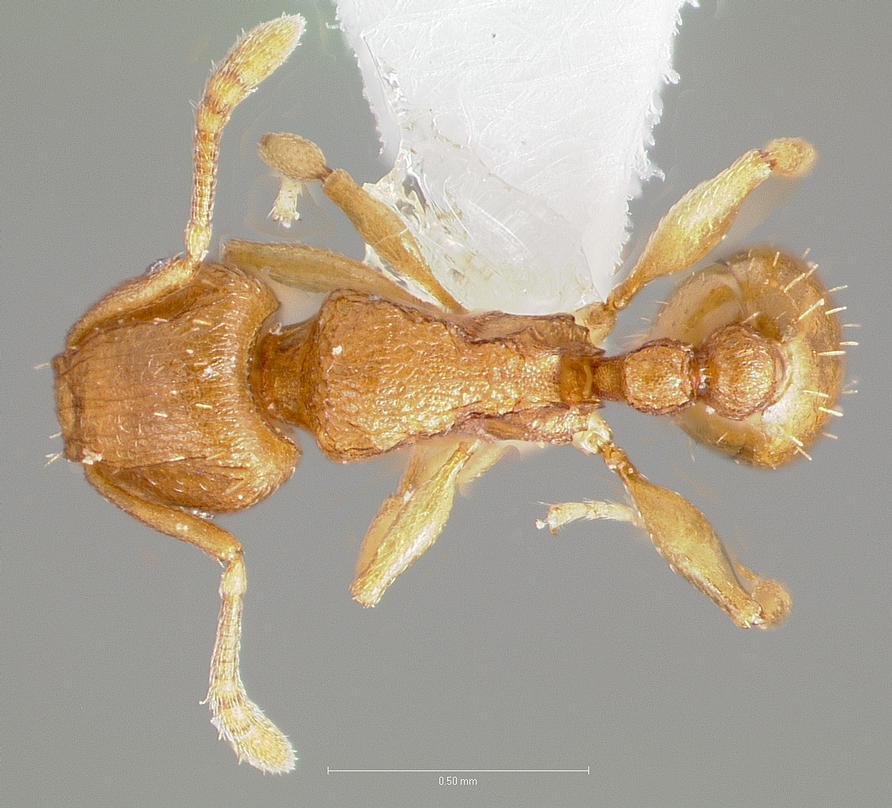
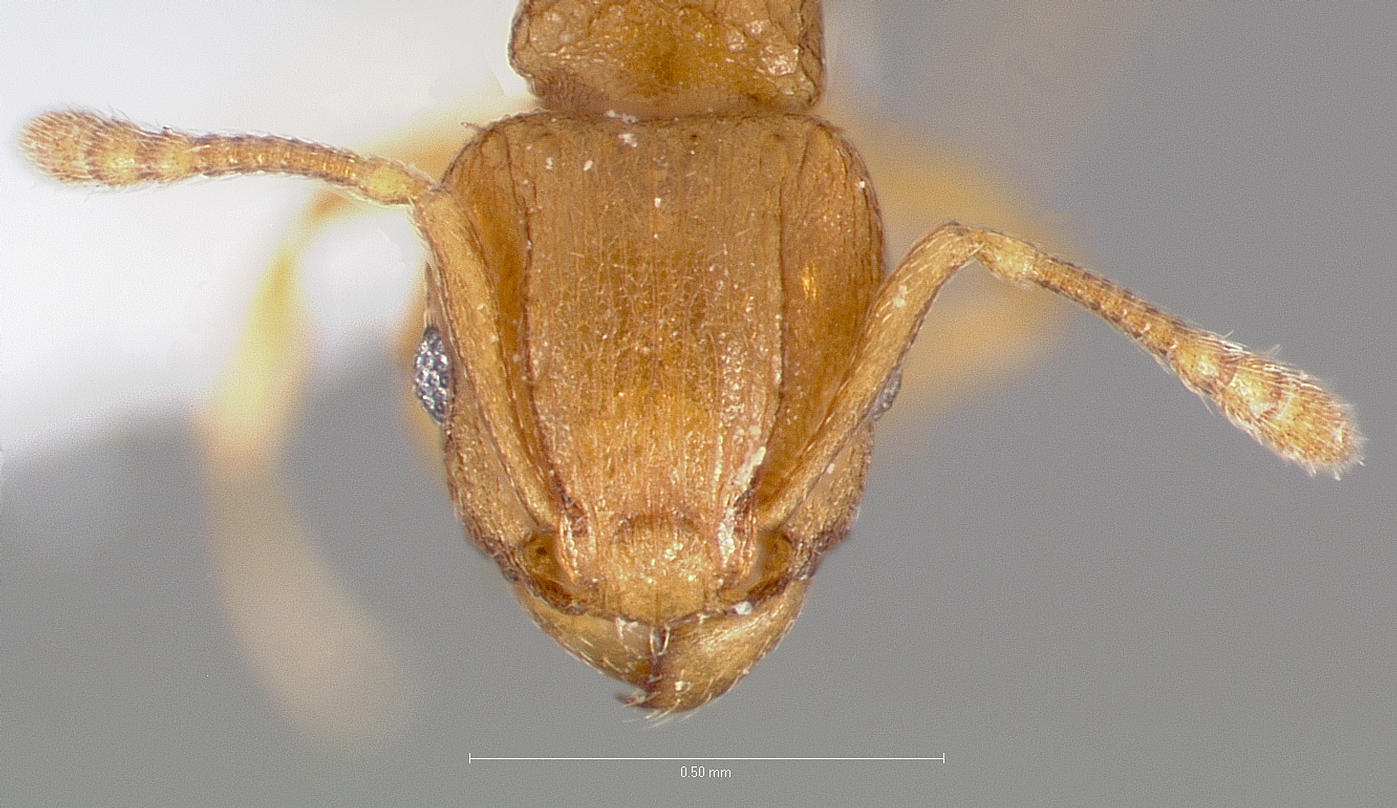
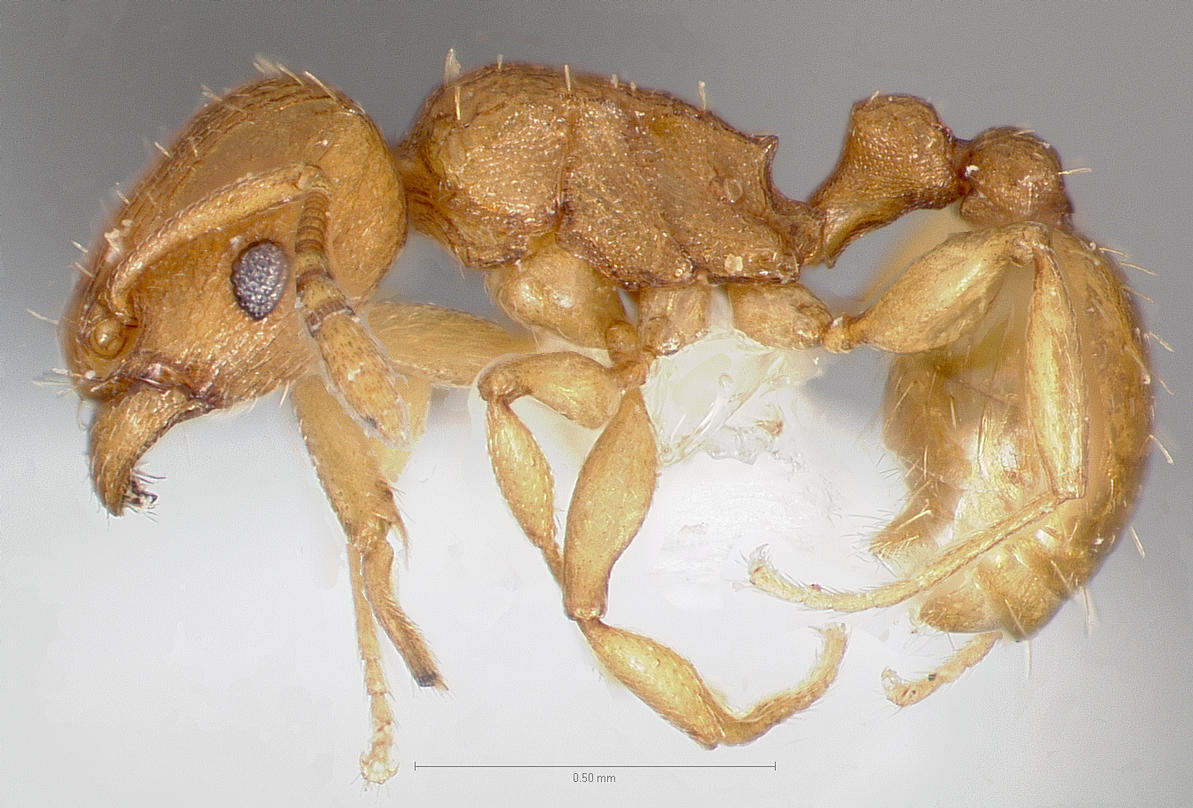
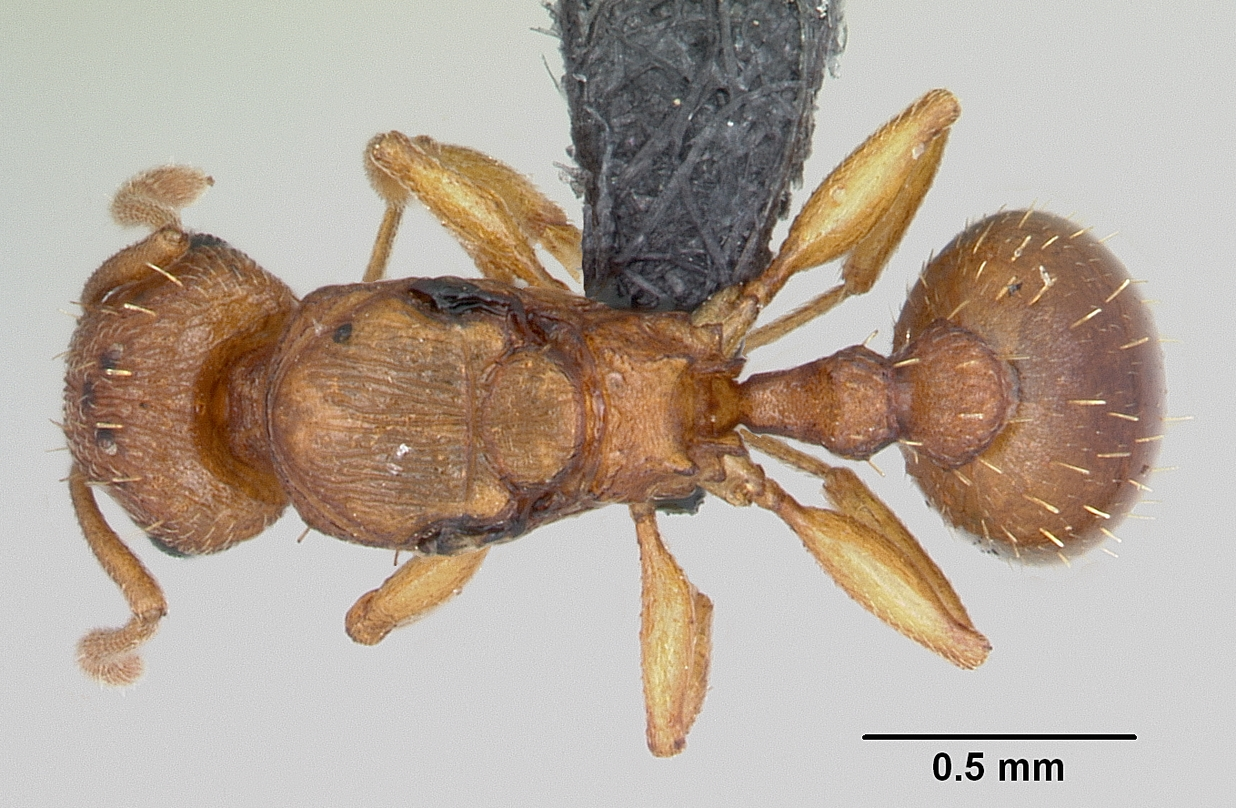
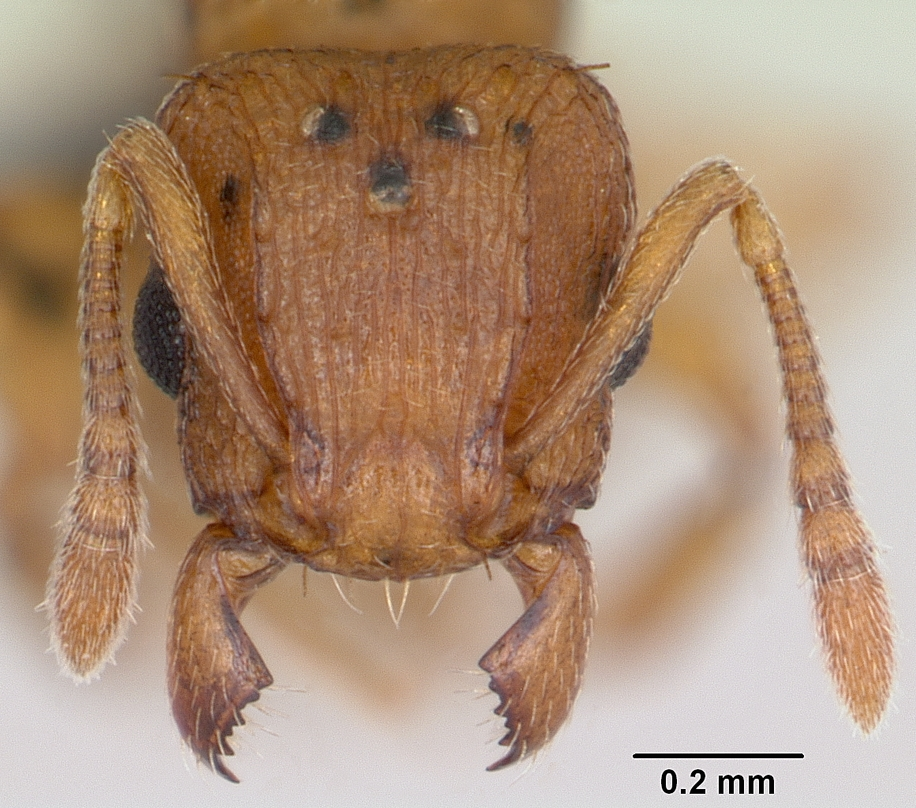
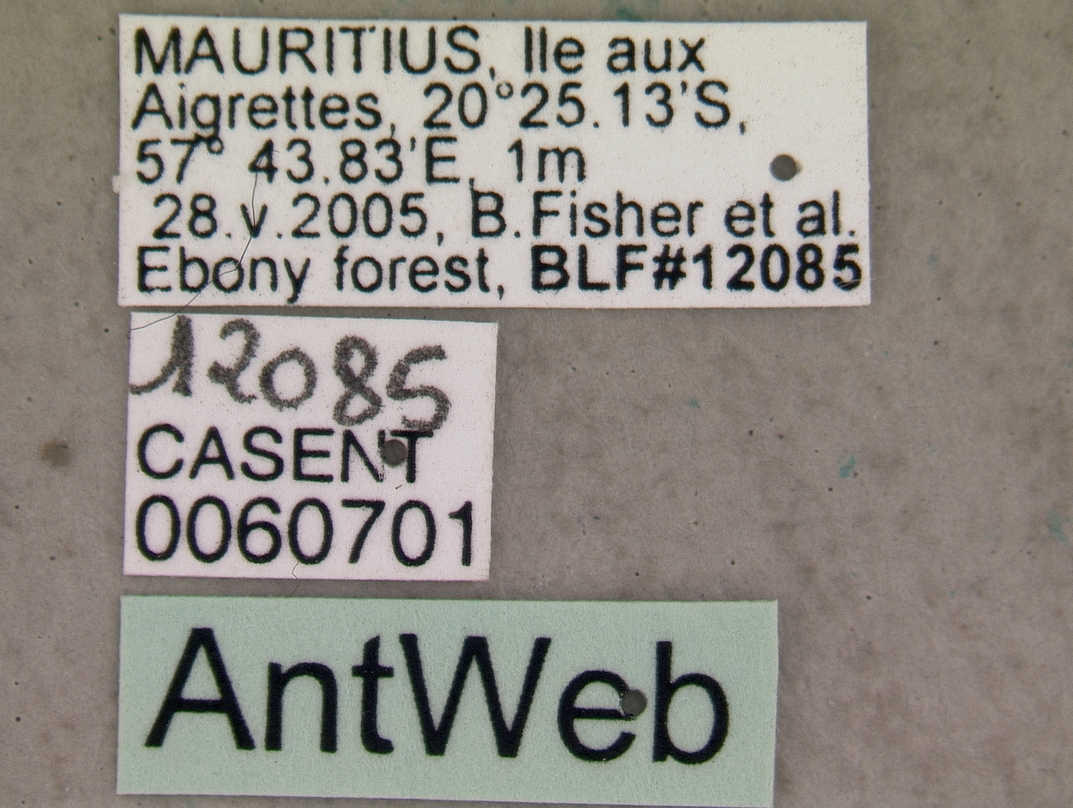